# Pernice
Pernice – wieś w Słowenii, gmina Muta. 1 stycznia 2017 liczyła 121 mieszkańców.